# 沙蒂永拉帕吕
沙蒂永拉帕吕（法語：Châtillon-la-Palud，法語發音：[ʃatijɔ̃ la paly]）是法国东部安省的一个市镇，属于布雷斯地区布尔格区。

## 地理
沙蒂永拉帕吕（45°58'33"N, 5°14'56"E）面积14.01 平方千米，位于法国奥弗涅-罗讷-阿尔卑斯大区安省，该省份为法国东部省份，北起汝拉省，西北接索恩-卢瓦尔省，西接罗讷省和里昂大都会，南至伊泽尔省，东与萨瓦省、上萨瓦省和瑞士接壤。
与沙蒂永拉帕吕接壤的市镇（或旧市镇、城区）包括：沙拉蒙、克朗、圣莫里斯德雷芒、安河畔维莱特、维略-卢瓦-莫隆。

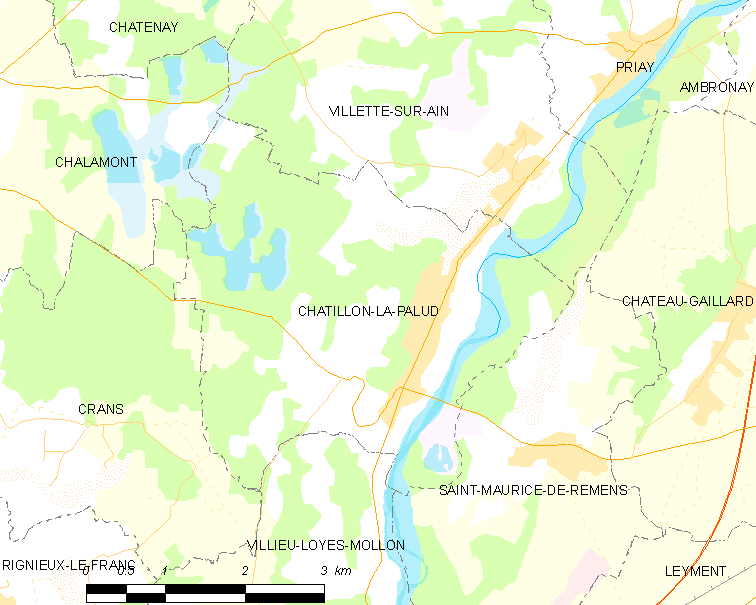
沙蒂永拉帕吕的OSM定位图

沙蒂永拉帕吕的时区为UTC+01:00、UTC+02:00（夏令时）。

## 行政
沙蒂永拉帕吕的邮政编码为01320，INSEE市镇编码为01092。

## 政治
沙蒂永拉帕吕所属的省级选区为塞泽里亚县。

## 人口

1962-2008年间沙蒂永拉帕吕人口变化图示

沙蒂永拉帕吕于2022年1月1日时的人口数量为1675人。